# Antonio Michele Stanca
Antonio Michele Stanca   (Soleto, 22 de maig de 1942 - Fidenza, 19 de març de 2020) va ser un genetista italià, destacat en el camp de l'agricultura, mort a causa de la COVID-19.

## Biografia
Antonio Michele Stanca va estudiar ciències agràries a la Universitat de Bari (actualment Universitat Aldo Moro de Bari) i va ampliar estudis. Va ser professor de la Universitat de Milà, de la Universitat Catòlica del Sagrat Cor de Piacenza, de l'Institut Agronòmic de Tunísia (INAT) i de la Universitat de Mòdena.
A més de la seva tasca docent va ocupar-se de la millora genètica dels cultivars de nombroses espècies de cereals, especialment de l'ordi, del qual va desenvolupar el cultivar Arda, més resistent al fred i a la sequera. Va dirigir el Centre de Recerca de Genòmica i Postgenòmica Animal i Vegetal de Fiorenzuola d'Arda, on va desenvolupar programes de millora genètica convencional i molecular, i va coordinar la xarxa italiana Varietà ORZO de 1976 a 2009. En aquest centre va desenvolupar l'esmentat cultivar Arda, la varietat d'ordi més difosa a Itàlia en la darrera dècada del segle xx, constituint el 30% de les llavors certificades a Itàlia. Avui dia encara és molt popular a Itàlia i Grècia.
Com a docent, els últims anys impartia l'assignatura "Millora genètica, constitució de varietats i OMG en agricultura" i també era professor dels cursos de doctorat en Ciències, Tecnologies i Biotecnologies Agroalimentàries.
Stanca era vicepresident de l'Accademia dei Georgofili (institució amb seu a Florència que des de 1753 promou l'estudi i recerca en agronomia, silvicultura i economia i geografia agràries). Va presidir la Unió Italiana d'Acadèmies de Ciències Aplicades al Desenvolupament de l'Agricultura, la Seguretat Alimentària i la Tutela Ambiental (UNASA) i la Unió Europea d'Acadèmies de Ciència Aplicada a l'Agricultura, l'Alimentació i la Natura.
Era favorable al cultiu de transgènics i en més d'una ocasió va afirmar que, en rebutjar els cultius transgènics, Itàlia havia fet una elecció política i no científica, que obligaria al país a importar blat de moro, que a la llarga hauria de ser transgènic. Era també un bon divulgador de la recerca agronòmica entre els agricultors.
Va morir el 19 de març de 2020 a l'hospital de Vaio di Fidenza, on estava ingressat des del 25 de febrer, en ser-li diagnosticada la COVID-19.